# きんでん
株式会社きんでん（英文社名 - Kinden - Corporation）は、大阪府大阪市北区に本店を置く関西電力グループの総合設備工事会社。

## 概要
電気設備・計装設備・情報通信設備・空調衛生設備・内装設備・土木設備などの事業を営む。1944年（昭和19年）8月に近畿電気工事株式会社（略称は近電工）として設立。1990年（平成2年）4月に現在の社名である株式会社きんでんに変更。配電工事取扱高は日本最大。関西電力からの受注割合は相対的に低く2割弱。1969年（昭和44年）2月に大証1部、1970年（昭和45年）3月には東証1部に上場。
コーポレートカラーはグリーン（濃緑色）とサーモンピンク（肌色）
。作業車などはサーモンピンクを使用、作業服とシステムインテグレーション関連の事業カラーはグリーンである。1950年代からは海外事業へも参入し、その実績は現在では世界90ヵ国に及んでいる。
大輪会の会員企業である。

## 所在地
本店
大阪市北区本庄東2-3-41
東京本社
東京都千代田区九段南2-1-21
研究所
- 京都研究所 - 京都府木津川市相楽台3-1-1（ハイタッチリサーチパーク内）

研修施設
- きんでん学園 - 兵庫県西宮市今津久寿川町12-77
- 人材開発センター - 千葉県印西市高花1-21

支社・支店
- 支社：北海道（札幌）、東北（仙台）、東京、横浜、中部（名古屋）、大阪、中国（広島）、四国（高松）、九州（福岡）
- 支店：滋賀、京都、中央（大阪）、神戸、姫路、奈良、和歌山

海外拠点
- 香港、シンガポール、グアム、サイパン、エジプト、ドバイ、上海、ヤンゴン

## 社是
- 和と明朗
- 研究と努力
- 誠実と奉仕

## 沿革
- 1944年（昭和19年）8月 - 近畿電気工事株式会社として設立。
- 1949年（昭和24年）10月 - 建設業法の登録を受ける。
- 1952年（昭和27年）1月 - 大阪市北区南扇町に本社社屋を移転する。
- 1953年（昭和28年）4月 - 東京支社を設立する。
- 1954年（昭和29年）4月 - 技術員養成所を開設する。
- 1961年（昭和36年）10月 - 大阪証券取引所第2部に上場する。
- 1962年（昭和37年）1月 - 社是を制定する。
- 1969年（昭和44年）2月 - 大阪証券取引所第1部に上場する。
- 1970年（昭和45年）3月 - 東京証券取引所第1部に上場する。
- 1972年（昭和47年）9月 - 建設業法の認可を受ける。
- 1990年（平成2年）4月 - 株式会社きんでんに商号変更。
- 2007年（平成19年）4月 - 西原衛生工業所子会社化。
- 2008年（平成20年）6月 - 大阪国税局から、約11億7000万円の所得隠しを指摘されていたことが判明[3]。
- 2011年（平成23年）7月18日 - インド駐在事務所を開設[4]。
- 2012年（平成24年）9月 - メガソーラー検証施設「きんでん白滝山太陽光発電所」が完成[5]
- 2014年（平成26年）5月 - 約2億1000万円の申告漏れ（うち2000万円は所得隠しとされた）を大阪国税局から指摘されていたことが判明[6]。
- 2021年（令和3年）7月 - フジクラからフジクラエンジニアリング全株式を取得し、フジクラエンジニアリングの商号をFENへ変更[7][8]。
- 2025年（令和7年）4月 - 三菱電機から北弘電社の全株式を取得[9][10]。

## 事業内容
- 情報通信設備
- 計装設備
- 電気設備（一般・外線・その他）
- 空調・衛生設備
- 内装設備

## 関係会社
- きんでん西日本サービス
- きんでんサービス
- 近電名古屋サービス
- 近電商事
- きんでん東京サービス
- 西原衛生工業所
- きんでん関西サービス
- きんでんスピネット
- 近貨
- FEN
- 北弘電社
- 白馬ウインドファーム
- 白滝山ウインドファーム
- 近電国際有限公司（香港・シンガポールなど）
- Wasa - Electrical - Services, - Inc.（米国）
- US - Kinden - Corporation（米国）
- Kinden - Pacific - Corporation（米国）
- Kinden - Vietnam - Co., - Ltd.（ベトナム）
- Kinden - (Thailand) - Co., - Ltd.（タイ）
- P.T.Kinden - Indonesia（インドネシア）
- Kinden - Phils - Corporation（フィリピン）
- Bintai - Kinden - Corporation, - Berhad.（マレーシア）